# Anna Nowakowska
Anna Nowakowska (* 25. Mai 1980 als Anna Świętońska in Stargard Szczeciński, Polen) ist eine polnische Volleyball-Nationalspielerin.

## Karriere
Anna Nowakowska begann ihre Laufbahn in ihrer Heimatstadt bei MOS Stargard Szczeciński. 1994 wechselte sie für vier Jahre zu Chemik Police und kam 1999 über den AZS Opole zum Topklub Gwardia Wrocław, mit dem sie zweimal das polnische Pokalfinale erreichte. 2004 wurde sie vom deutschen Bundesligisten Dresdner SC verpflichtet. Drei Jahre später gewann sie mit dem DSC die deutsche Meisterschaft. Der Gewinn der Meisterschaft berechtigte den Verein zur Teilnahme am Challenge Cup, in dem die Mannschaft den dritten Platz erreichte.
Nach dem dritten Platz in der deutschen Meisterschaft der Spielzeit 2008/09 wechselte Nowakowska zurück in ihr Heimatland zum Aufsteiger Organika Budowlani Łódź, mit dem sie den vierten Platz der polnischen Meisterschaft belegte sowie den polnischen Pokal gewann. 2010 kehrte Nowakowska in die deutsche Bundesliga zurück. Mit Smart Allianz Stuttgart gewann sie 2011 den DVV-Pokal. Ein Jahr später beendete sie ihre aktive Karriere. Seitdem arbeitet sie als Teammanagerin beim polnischen Verein Impel Wrocław.